# Manuel Tejada (Musiker)
Manuel Tejada (* 26. November 1957 in Santo Domingo) ist ein dominikanischer Komponist und Arrangeur.
Tejada hatte Unterricht an der Escuela Elemental de Música bei Caridad Cabral und besuchte am Conservatorio Nacional Kurse in Harmonielehre, Komposition, Musikpädagogik, Orchestration und Klavier. Seine ersten Kompositionen entstanden Ende der 1970er Jahre. Bekannt wurde er mit dem Lied Juventud.
Als Arrangeur und Orchestrator arbeitete Tejada für Sänger wie Omar Franco, Olga Lara, Jackeline Estévez, Taty Salas, Vickiana, Niní Cáffaro, Anthony Ríos und verschiedene Musikgruppen. Beim XXVII. Festival Internacional de la Canción in Viña de Mar gewann er mit dem Lied Para quererte nach einem Text von José Antonio Rodríguez und gesungen von Maridalia Hernández den ersten Preis.